# Japón en los Juegos Olímpicos de Salt Lake City 2002
Japón estuvo representado en los Juegos Olímpicos de Salt Lake City 2002 por un total de 103 deportistas que compitieron en 14 deportes.  
La portadora de la bandera en la ceremonia de apertura fue la patinadora de velocidad Eriko Sanmiya.

## Medallistas
El equipo olímpico japonés obtuvo las siguientes medallas:
| Nombre           | Deporte               | Competición |
| ---------------- | --------------------- | ----------- |
| Oro              |                       |             |
| —                |                       |             |
| Plata            |                       |             |
| Hiroyasu Shimizu | Patinaje de velocidad | 500 m M     |
| Bronce           |                       |             |
| Tae Satoya       | Esquí acrobático      | Baches F    |